# Bert Marshall
Albert Leroy „Bert“ Marshall (* 22. November 1943 in Kamloops, British Columbia) ist ein ehemaliger kanadischer Eishockeyspieler, -trainer und derzeitiger -scout, der im Verlauf seiner aktiven Karriere zwischen 1964 und 1979 unter anderem 940 Spiele für die Detroit Red Wings, California/Oakland (Golden) Seals, New York Rangers und New York Islanders in der National Hockey League auf der Position des Verteidigers bestritten hat. Nach seinem Karriereende war er langjähriger Scout der New York Islanders und Carolina Hurricanes und trainierte davor für eine kurze Zeit die Colorado Rockies.

## Karriere

### Spielerkarriere
Marshall verbrachte seine Juniorenzeit zwischen 1962 und 1964 bei den Edmonton Oil Kings in der Central Alberta Hockey League. Zudem nahm der Verteidiger mit dem Team in den Jahren 1963 und 1964 jeweils am Memorial Cup teil, den die Oil Kings 1963 auch gewannen. Im folgenden Jahr unterlag die Mannschaft im Finale. Insbesondere in seinem zweiten Jahr ragte Marshall als offensiv agierender Abwehrspieler aus der Mannschaft heraus und wurde ins Second All-Star Team der CAHL gewählt.
Von den Junioren wechselte Marshall zu den Detroit Red Wings aus der National Hockey League. Diese setzten den Kanadier zunächst in der Central Professional Hockey League in ihren Farmteams, den Cincinnati Wings und Memphis Wings, ein. Erst zur Spielzeit 1965/66 gelang dem 21-Jährigen der Sprung in den NHL-Kader Detroits und erreichte gleich in seiner Rookiesaison das Finale der Stanley-Cup-Playoffs 1966 mit den Red Wings. Marshall verblieb schließlich bis zum Januar 1968 in Detroit, ehe er gemeinsam mit John Brenneman und Ted Hampson im Tausch für Kent Douglas an die Oakland Seals abgegeben wurde. In Diensten der Seals, die mit Beginn der Saison 1970/71 unter dem Namen California Golden Seals firmierten, stand Marshall etwas mehr als fünf Jahre. Vom Beginn der Spielzeit 1971/72 bis zu seinem Wechsel im März 1973 fungierte Marshall dabei als Mannschaftskapitän des Teams und teilte sich dieses Amt dabei mit Carol Vadnais. Ab 1972 kam mit Joey Johnston ein dritter Amtsträger dazu.
Im März 1973 verließ der Defensivspieler die Kalifornier und wechselte an die US-amerikanische Ostküste zu den New York Rangers. Sie kauften Marshall den Golden Seals ab und schickten zwei Monate nach der Abwicklung des Geschäfts zusätzlich Dave Hrechkosy und Gary Coalter zur weiteren Kompensation an die Westküste. Bei den Rangers verbrachte Marshall aber lediglich 14 Spiele, ehe er im Juni desselben Jahres Intra-League Draft von den New York Islanders ausgewählt wurde. Bei den Islanders fand Marshall – wie schon bei den California Golden Seals – schnell eine neue sportliche Heimat. Er blieb sechs Spieljahre beim Franchise aus Long Island und bereitete mit seiner Erfahrung den Weg für die Erfolge des Teams in den frühen 1980er-Jahren, an denen er aber nicht mehr teilhaben konnte, nachdem er seine aktive Karriere nach der Saison 1978/79 im Alter von 35 Jahren für beendet erklärte.

### Trainer- und Scoutkarriere
Nach seinem aktiven Karriereende verfolgte Marshall eine Tätigkeit im Trainergeschäft, nachdem er in seiner letzten Profispielzeit bereits als spielender Assistenztrainer der New York Islanders fungiert hatte. Er wurde zur Saison 1979/80 von den Indianapolis Checkers aus der Central Hockey League verpflichtet, die als Farmteam mit den Islanders kooperierten. Dort war er für die folgenden zwei Spielzeiten Cheftrainer und absolvierte zudem in seinem ersten Jahr auch noch sechs Einsätze als Spieler für das Team. In beiden Jahren seiner Tätigkeit qualifizierte er sich mit der Mannschaft für die Playoffs und machte damit die Colorado Rockies aus der National Hockey League auf sich aufmerksam.
Zur Saison 1981/82 wurde Marshall als sechster Cheftrainer der Franchise-Geschichte vorgestellt und löste damit Bill MacMillan ab. Ihm zur Seite wurde Marshall Johnston als Assistenztrainer gestellt. Marshalls Start mit den Rockies verlief jedoch katastrophal. Er gewann lediglich drei der ersten 24 Saisonspiele und holte dabei insgesamt zehn von möglichen 48 Punkten. Daraufhin wechselten Johnston und er die Positionen, wobei unter Johnstons Führung in den verbleibenden 56 Spielen auch nur 39 weitere Punkte hinzukamen. Marshall verließ das Franchise, das in der folgenden Saison als New Jersey Devils am Spielbetrieb teilnahm, nach dem Saisonende.
Nach der enttäuschend verlaufenen Station bei den Rockies arbeitete Marshall in der Folge nicht mehr als Trainer. Stattdessen kehrte er nach einer einjährigen Pause zu seinem Ex-Klub New York Islanders zurück und war dort mit Beginn der Saison 1983/84 als Scout im Amateurbereich tätig. Von 1994 bis 1996 war er als Direktor des Amateurscoutings der Islanders tätig, ehe er zur Spielzeit 1996/97 innerhalb der NHL zum Ligakonkurrenten Hartford Whalers wechselte. Dort brachte er ebenso seine Erfahrungen im Amateurscouting ein und zog zur Spieljahr 1997/98 mit dem Team um, das fortan als Carolina Hurricanes am Spielbetrieb der NHL teilnahm.

## Erfolge und Auszeichnungen
- 1963 Memorial-Cup-Gewinn mit den Edmonton Oil Kings
- 1964 CAHL Second All-Star Team

## Karrierestatistik
(Legende zur Spielerstatistik: Sp oder GP = absolvierte Spiele; T oder G = erzielte Tore; V oder A = erzielte Assists; Pkt oder Pts = erzielte Scorerpunkte; SM oder PIM = erhaltene Strafminuten; +/− = Plus/Minus-Bilanz; PP = erzielte Überzahltore; SH = erzielte Unterzahltore; GW = erzielte Siegtore; 1 Play-downs/Relegation; Kursiv: Statistik nicht vollständig)

### NHL-Trainerstatistik
(Legende zur Trainerstatistik: Sp oder GC = Spiele insgesamt; W oder S = erzielte Siege; L oder N = erzielte Niederlagen; T oder U = erzielte Unentschieden; OTL oder OTN = erzielte Niederlagen nach Overtime oder Shootout; Pts oder Pkt = erzielte Punkte; Pts% oder Pkt% = Punktquote; Win% = Siegquote; Resultat = erreichte Runde in den Play-offs)